# Levantijns Aurignacien
Het Levantijns Aurignacien (35.000-29.000 BP), in oudere literatuur ook Antelien genoemd naar de vindplaats Wadi Antelias in Libanon, is een archeologische cultuur van het laatpaleolithicum in de Levant. Het maakt deel uit van de technologische verschuiving van het middenpaleolithicum naar het laatpaleolithicum. Ze volgt chronologisch op het Emiran en het vroege Ahmarian in hetzelfde gebied van het Nabije Oosten, en is nauw verwant aan deze.
De cultuur wordt zo genoemd vanwege de gelijkenis van de stenen werktuigen met het Europese Aurignacien. Overeenkomsten met het Aurignacien worden gevonden bij de vervaardiging van klingen en beenderen werktuigen. De belangrijkste innovatie was de introductie van enkele typische elementen van het Aurignacien zijn bepaalde soorten stekers en smalle bladpunten die lijken op het Europese Font-Yves-type. 
Vanaf dit stadium migreerden de eerste moderne mensen waarschijnlijk naar Europa en ontstond het Europese laatpaleolithicum, inclusief het Proto-Aurignacien en het vroege Aurignacien. De relatie tussen het Levantijnse Aurignacien en het Europese Aurignacien is echter nog onzeker.
Het Ahmarian bezat de eerste technieken om volwaardige klingen- en microklingen te vervaardigen, waar het Levantijnse Aurignacien zich uit ontwikkelde, mogelijk na een paar duizend jaar naast elkaar bestaan. 
Tegen het einde van het Levantijnse Aurignacien vonden geleidelijke veranderingen plaats in de steenindustrie. De eerste fase van het epipalaeolithische Nabije Oosten, ook bekend als het Kebaran, duurde van 20.000 tot 12.150 BP. Voor het eerst vindt men  microlieten die tot kleine stenen werktuigen werden vermaakt en geretoucheerde microklingen. De microlieten van deze cultuur verschillen sterk van de artefacten uit het Aurignacien.